# BAC 1-11
BAC 1-11是一款由英國飛機公司所生產的一百座級噴射客機，總共生產了244架。BAC 1-11共有兩個生產地，英國的生產線在1965年開始，1982年終止，羅馬尼亞的生產線在1982年開始，1989年結束。

## 設計
BAC 1-11，亦稱為BAC 111，是英國飛機公司在1960年代所生產的一款客機。BAC 1-11計劃要從1950年代噴射發動機客機投入民航市場開始提起，英國航空業界當時呼籲國內需盡快推出噴射民航機，許多民間飛機公司提出方案；漢廷飛機公司提出代號Hunting 107的機種，市場定位在取代維克斯子爵，為一架30人座噴射客機；維克斯-阿姆斯特朗公司則以維克斯VC10為基礎開發140人座的大型噴射客機，代號維克斯VC11。不過英國政府在1960年以公權力強迫幾家主要的民營飛機公司合併，包括維克斯-阿姆斯特朗、漢廷、英國電器、布里斯托飛機公司合併為英國飛機公司。
英國飛機公司在1960年把幾家合併前的內部計劃重新調查，Hunting 107飛機太小市場有限，因此擴張為59人座客機，代號BAC 107，使用布里斯托-希德利 BS75型渦輪噴射發動機；VC11計畫則保留繼續進行。布里斯托200型客機則因設計定位與VC11重複而取消。BAC 107在1961年的市場調查結果認為尺寸仍舊太小，因此再次擴張設計，成為80人座的客機，BS75發動機則被勞斯萊斯史佩發動機取代，更動後的計畫重新命名為BAC 1-11，採用T型尾翼，機翼後掠角為20度，發動機置於機後方，英國飛機公司在執行BAC 1-11計畫時同時放棄了VC11的研發，將團隊集中在這個前景明朗的方案；英國飛機公司認為這架客機除了英國市場外，也有外銷海外的潛力，最終市場將有400架左右的需求。
首架BAC 1-11於1963年8月20日首飛，並在1965年投入服務。
1974年，英國飛機公司欲發展BAC 1-11-700，是一款載客量達134人的客機，但最後被迫終止該計劃。1977年，英國飛機公司改組為英國航太，欲發展BAC 1-11-800型，是一款載客量達150人的客機，但最後一樣被迫終止該計劃。但在1979年，羅馬尼亞國營飛機公司獲英國航太授權生產此款客機，使BAC 1-11繼續投產，但最終也在1989年終止了，總共生產了9架。

## 型號
- BAC 1-11-200

200型是BAC 1-11的基本型號，總共生產了58架，首個客戶是英國聯合航空。200型的發動機是由英國勞斯萊斯提供的Spey MK 506-14，推力達10410磅，航程達1410公里，機身長28.5米，高7.47米，載客量89人。
- BAC 1-11-300

300型是200型的增程型，增加了油箱，發動機更換為Spey MK 511-14，推力達10,400磅，航程達2300公里，總共生產了9架。300型是在1963年宣佈開發的，同期開發的還有400型。另一衍生型號495型，是在羅馬尼亞所生產的BAC 1-11-400型，性能與400型一樣。
- BAC 1-11-400

使用美国制仪器和设备的300型，共生产了69架。
- BAC 1-11-500

1967年6月30日首飛的BAC 1-11-500，載客量達119人，機身加長了4.11米，航程達2745公里，發動機型號更換為Spey MK 512，推力達12550磅，同時亦改良了駕駛艙的航電系統，總共生產了86架。500型的另一衍生型號475型，是採用400型的機身，但改用500型的機翼，總共建造了12架。另一衍生型號560型，是在羅馬尼亞所生產的BAC 1-11-500型，性能與500型一樣。
- BAC 1-11-670

670型是475型的改良型，並沒有正式投產，只是一款轉換機型。

## 使用者
BAC 1-11共生產了244架，當中主要為英國客戶，包括英國航空、萊克航空，還有美國航空、阿羅哈航空、瑞安航空等，亦有為數不少的BAC 1-11用作軍事用途。截至2003年，約有61架BAC 1-11被使用中。
直至2019年，最後一架BAC 1-11（由軍火商諾斯洛普·格魯門持有，作為F-35戰鬥機的機鼻構造，以及AN/APG-83雷達驗證機）亦在該年5月7日的告別飛行後正式退役。

## 性能（BAC 1-11-200）
基本信息
- 机组：5人
- 容量：89人

性能

## 事故及空難
- 1990年6月10日，英國航空5390號班機使用BAC 1-11（註冊編號G-BJRT）執飛英國伯明翰至西班牙馬略卡的航線。飛機航行至英國牛津郡迪考特市（Didcot）上空時，駕駛艙擋風玻璃突然脫落，機艙出現爆炸性失壓，機長上半身被吸出窗外，隨後飛機在副機師的操作下到南安普敦緊急降落，機長則奇蹟生還。